# Ernst von Jagow
 (mai 2023).
Si vous disposez d'ouvrages ou d'articles de référence ou si vous connaissez des sites web de qualité traitant du thème abordé ici, merci de compléter l'article en donnant les références utiles à sa vérifiabilité et en les liant à la section « Notes et références ».
Ernst Ludwig von Jagow (né le 6 novembre 1853 au château de Calberwisch (de) à Düsedau, Altmark et mort le 19 avril 1930 à Brandebourg-sur-la-Havel) est un avocat administratif, conseiller royal prussien et haut président de la province de Prusse-Occidentale.

## Biographie
Ernst von Jagow est le fils du propriétaire foncier Eduard Ernst Alexander Leopold von Jagow (1804-1874), propriétaire de Calberwisch et Uchtenhagen (tous deux dans l'arrondissement d'Osterburg (de)), et de Bernhardine, née von Kalben (de) (1822-1900).
Son oncle est Friedrich von Jagow (de) et son grand-père Wilhelm von Jagow (de). Son frère aîné est Bernhard von Jagow (de). Un autre frère, Eduard Georg von Jagow (né en 1850), est marié à une fille du général Ewald Christian Leopold von Kleist (1824–1910).
De 1866 à 1871, il étudie à l Académie des chevalerie de Brandebourg. Parmi ses camarades de classe bien connus figurent Franz von Veltheim prince et seigneur zu Putbus et Friedrich Wilhelm von Loebell, tandis que son frère Eduard étudie également en même temps la vénérable école de la noblesse prussienne. En 1881, Jagow entre au service administratif de l'État prussien et travaille comme évaluateur du gouvernement à Hanovre et à Liegnitz. En 1886, il devient administrateur de l'arrondissement d'Osterburg (de), comme son grand-père Wilhelm von Jagow et son oncle Friedrich von Jagow. À partir de 1893, il est le conseiller du haut président de la province de Posnanie, et en 1895, il devient président du district de Posen. De 1901 à 1905, il occupe le poste de président de district de Marienwerder , puis celui de haut président de la province de Prusse-Occidentale jusqu'en 1919.
De 1889 à 1901, il est député de la Chambre des représentants de Prusse pour la 2e circonscription de Magdebourg (Osterburg-Stendal). En raison de sa promotion  au poste de haut président de la Prusse-Occidentale, il démissionne de son mandat. Depuis 1889 également, Jagow est membre de l'Ordre de Saint-Jean, puis chevalier légal en 1898, organisé en grande partie et pour des raisons professionnelles dans la coopérative de Posen
Après la Première Guerre mondiale, après 1919, il est chanoine du chapitre de la cathédrale de Brandebourg et habite avec le droit exclusif dans cette phase sur l'île de la cathédrale, Burghof 10.

## Famille

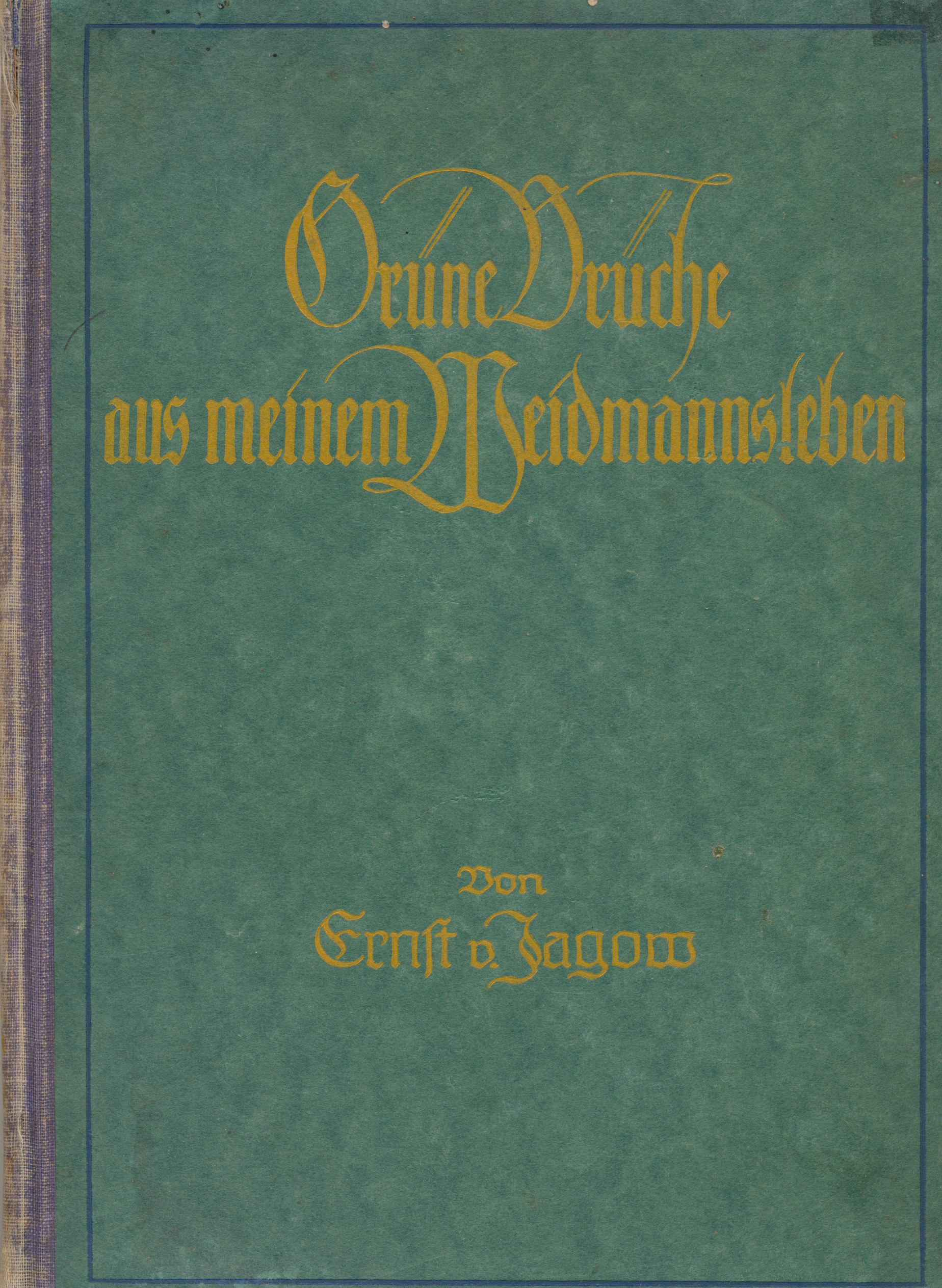

Ernst von Jagow est issu de l'ancienne famille noble de l'Altmark von Jagow ; après sa mort en 1930, il laissa sa femme Helene, née von Enckevort (de) (1870–1941), la fille d'Adrian von Enckevort (de) auf Vogelsang (de) et sa femme Hildegard, née von Borcke (de). Helene a eu Ernst von Jagow - après son divorce en 1899 d'avec Max Georg Theodor baron von Puttkamer - en secondes noces le 4 juin 1901 à Berlin et a amené dans le mariage sa fille de six ans, Dolly Maxa von Puttkamer ; une seconde fille du premier mariage est décédée en 1894 dans sa première année. Il a épousé en premières noces Hertha Elisabeth Klara von Polenz (de) (1856-1898).

## Travaux
- Grüne Brüche aus meinem Weidmannsleben. Verlagsbuchhandlung von J. J. Weber, Leipzig 1922